# 卡斯特利镇
卡斯特利镇（義大利語：Villa Castelli），是意大利布林迪西省的一个市镇。总面积34.58平方公里，人口9180人，人口密度265.5人/平方公里（2009年）。ISTAT代码为074020。